# Hack Kampmann
Hack Kampmann (6. září 1856 Ebeltoft – 27. června 1920 Frederiksberg) byl dánský architekt. Působil především v Jutsku, byl představitelem národně-romantického stylu a neoklasicismu.

## Život
Byl synem probošta Christiana Petera Georga Kampmanna a vyučil se zedníkem. V roce 1882 absolvoval studium architektury na Královské dánské výtvarné akademii, pak navštěvoval na pařížské École nationale supérieure des beaux-arts kurzy Jacquese Hermanta. Absolvoval studijní cesty do Itálie, Řecka, Španělska a Švédska. V roce 1888 založil v Kodani vlastní architektonickou kancelář. Významné zakázky mu zadával Carl Jacobsen, majitel pivovaru Carlsberg; dokončil pro něj budovu Nové Glyptotéky, kterou začal stavět Vilhelm Dahlerup.
V roce 1892 byl jmenován královským stavebním inspektorem ve městě Aarhus. Vytvořil zde budovu celnice, knihovny, městského divadla, obchodní školy a kostela Dánské církve, který je zasvěcen svatému Janovi. Jako svatební dar pro Kristiána X. navrhl zámek Marselisborg, který se stal letní rezidencí dánských panovníků. Podílel se na rekonstrukci Aarhuské katedrály. K jeho dílům patří také justiční palác ve Frederiksbergu, katedrální škola ve Viborgu nebo lovecký zámeček Kalø Hovedgård v Djurslandu. Ve své tvorbě vycházel z dánských národních tradic, avšak inspiroval se také obloučkovým stylem nebo secesí a doplňoval budovy o různé hravé detaily.
V letech 1908 až 1918 byl profesorem Královské dánské výtvarné akademie. Byl mu udělen Řád Dannebrog. Kampmannovým tchánem byl architekt Hans Jørgen Holm. Architekty se stali také jeho synové Christian a Hans Jørgen, s nimiž spolupracoval na projektu policejního ředitelství v Kodani.

## Galerie

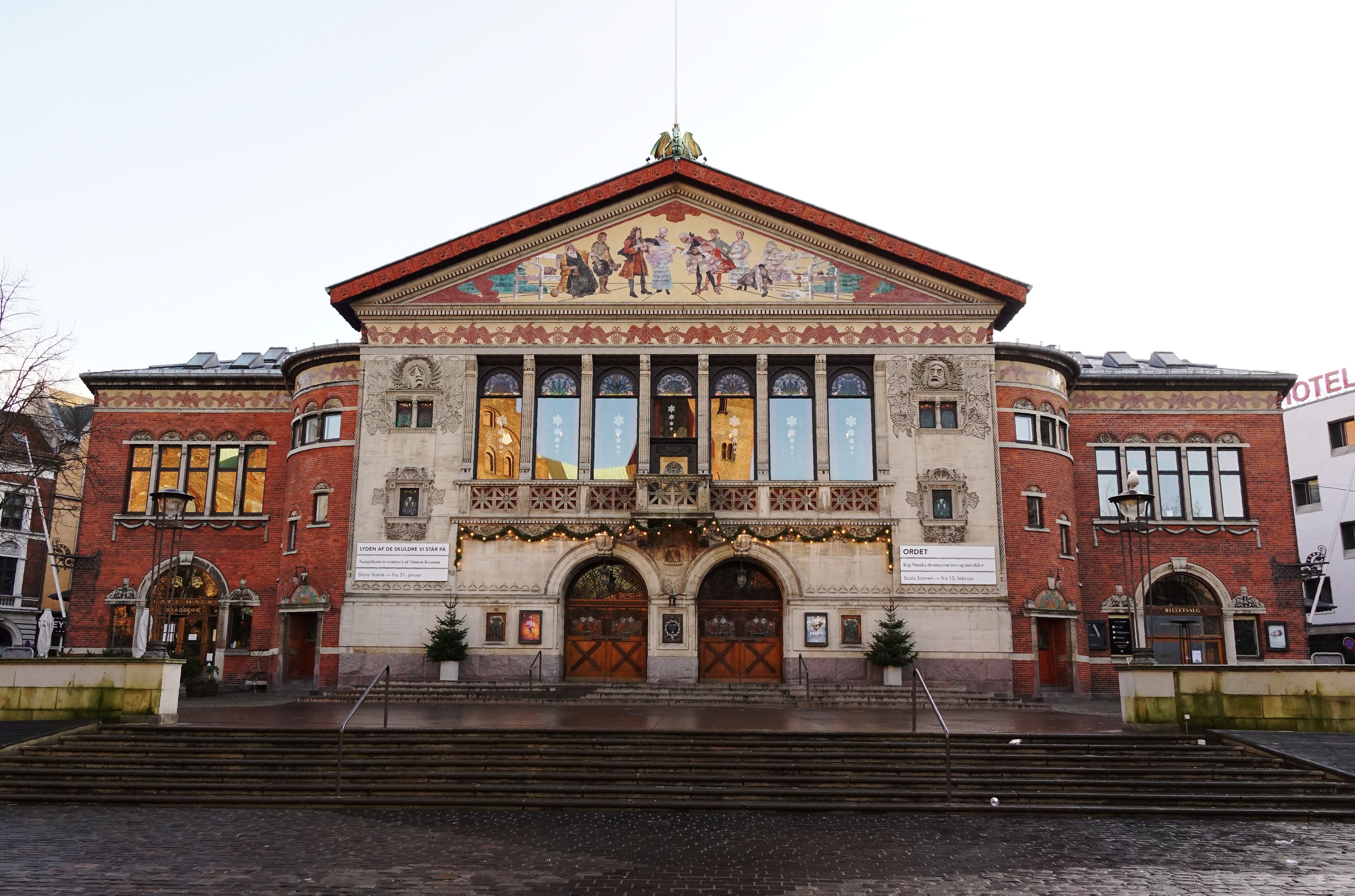
Divadlo v Aarhusu
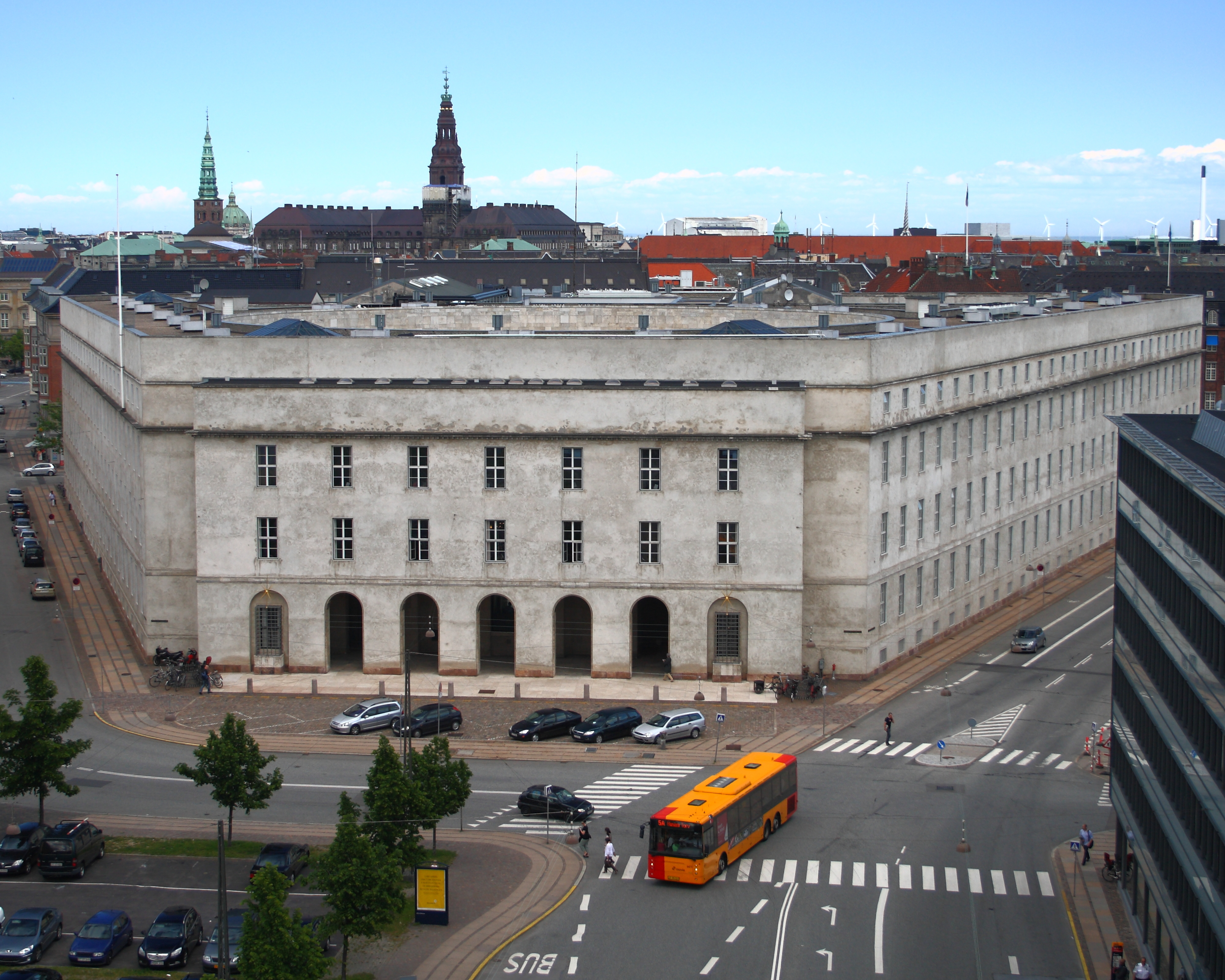
Kodaňské policejní ředitelství
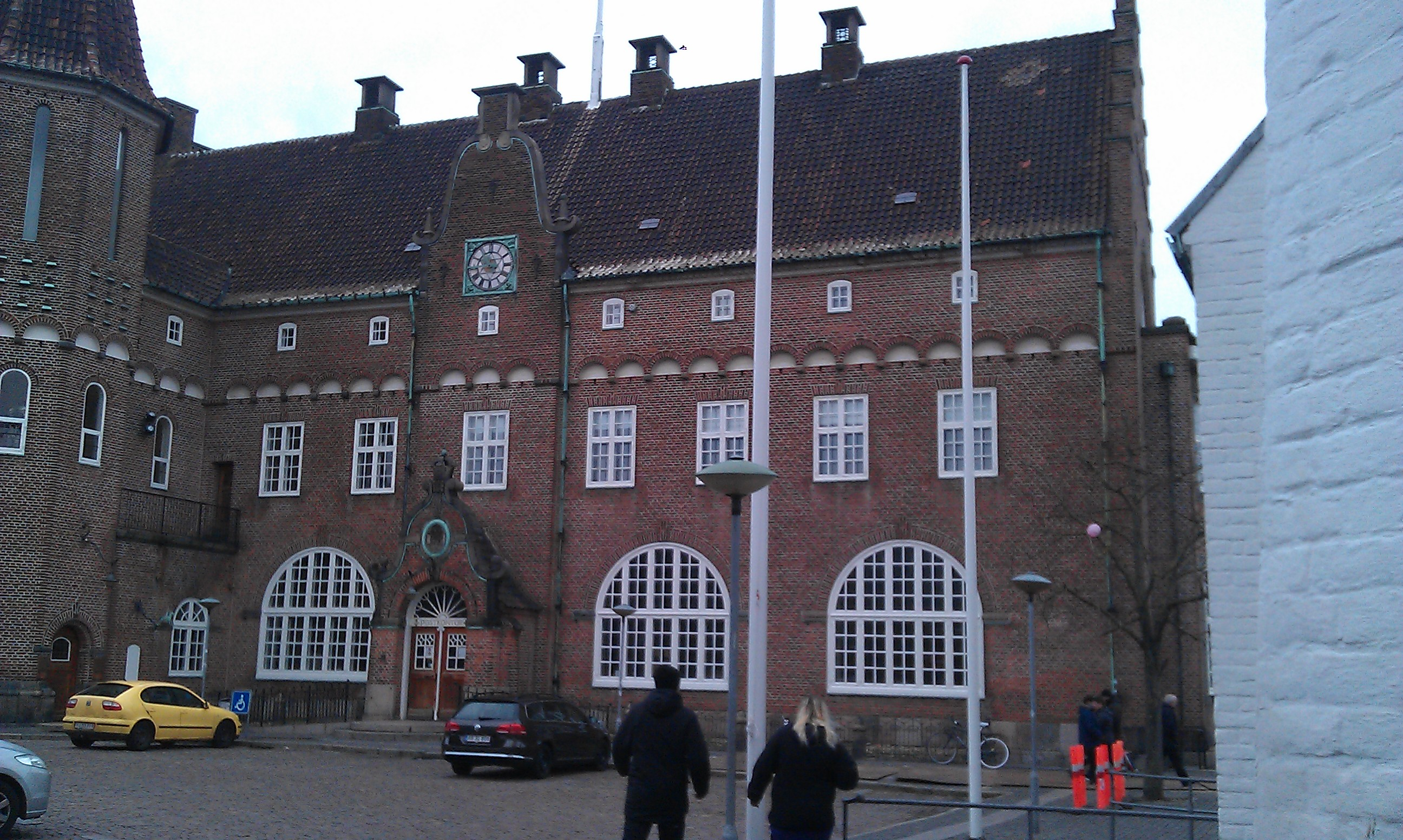
Pošta v Aalborgu
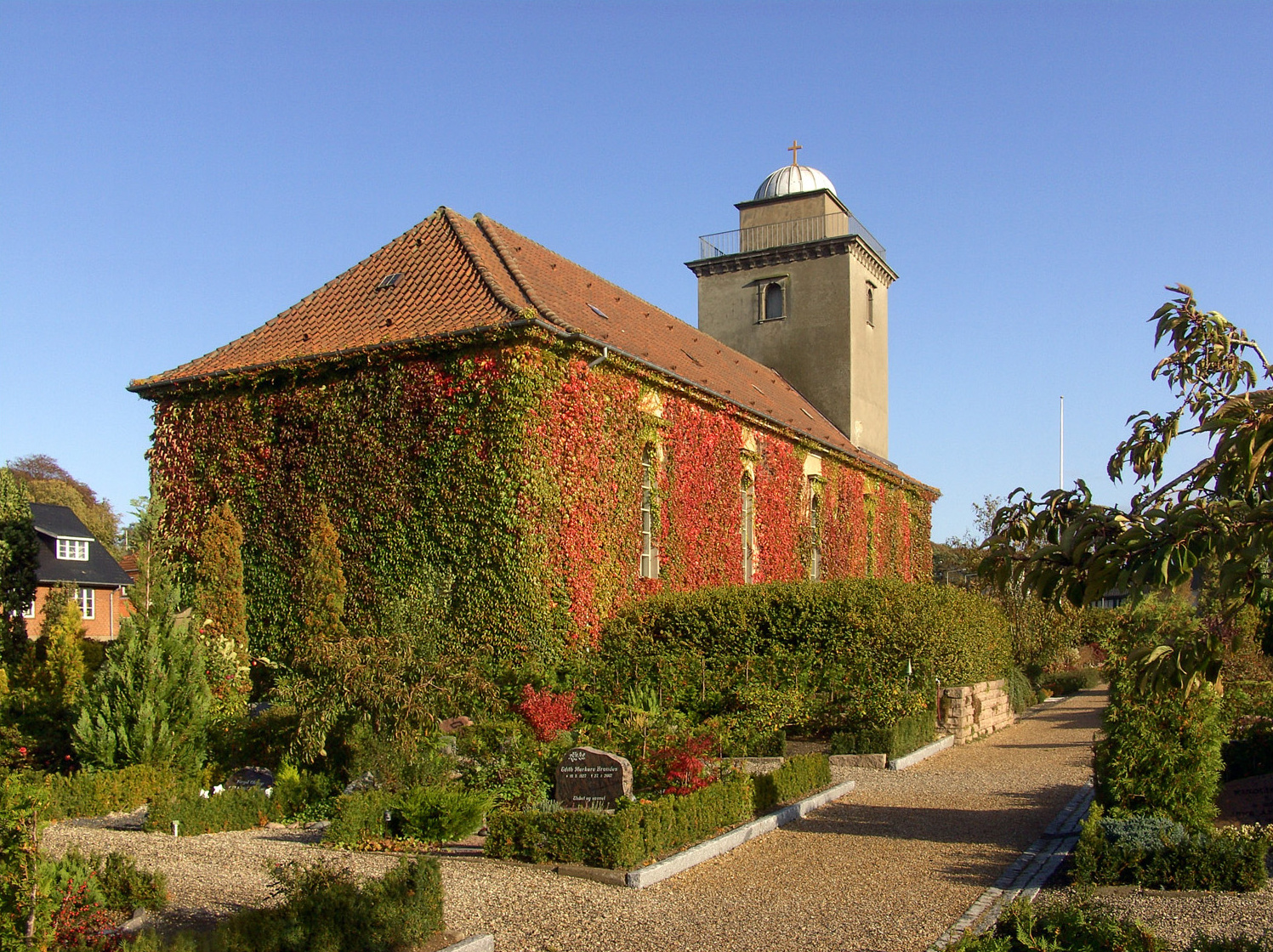
Kostel sv. Pavla, Hadsten
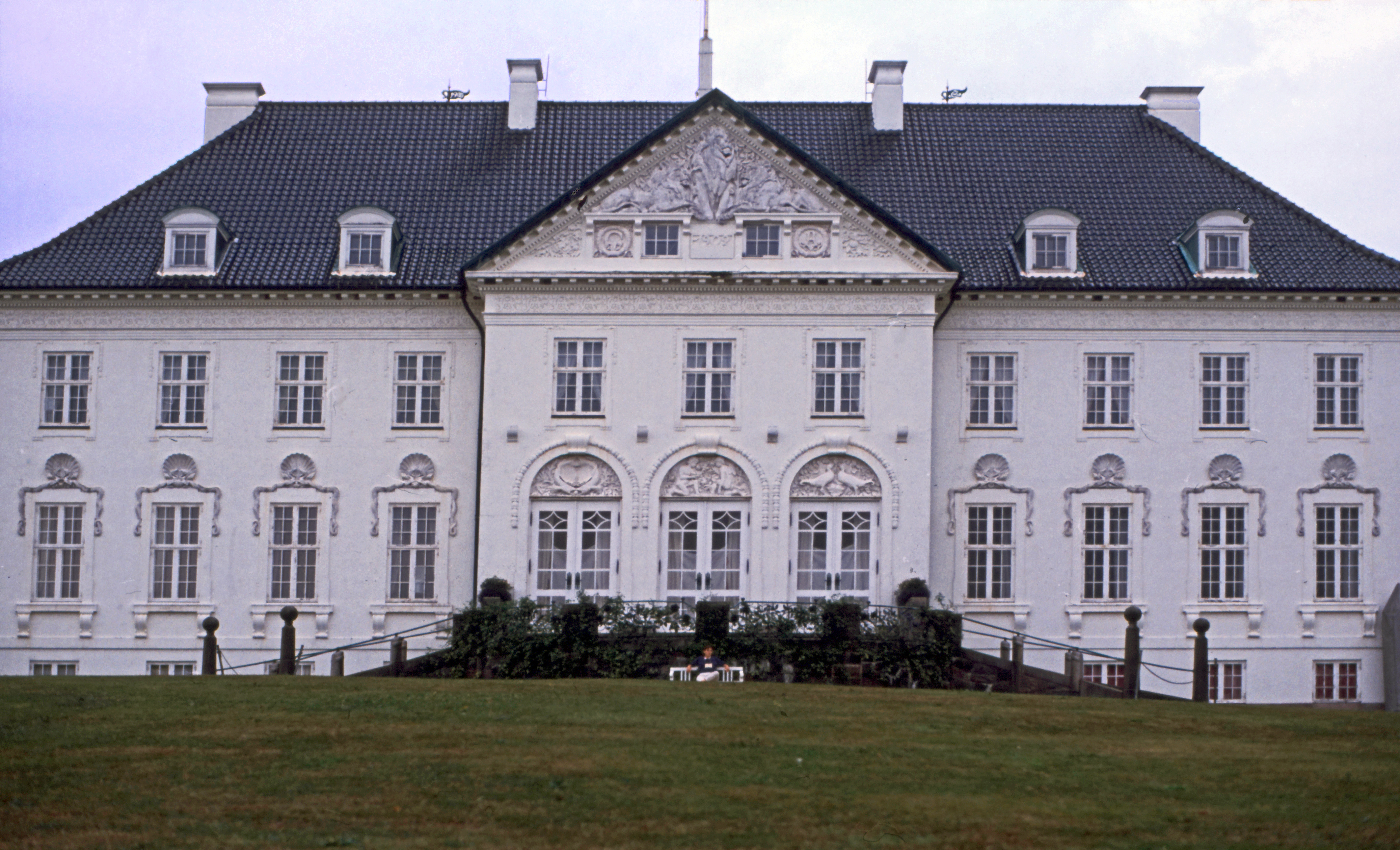
Marselisborg
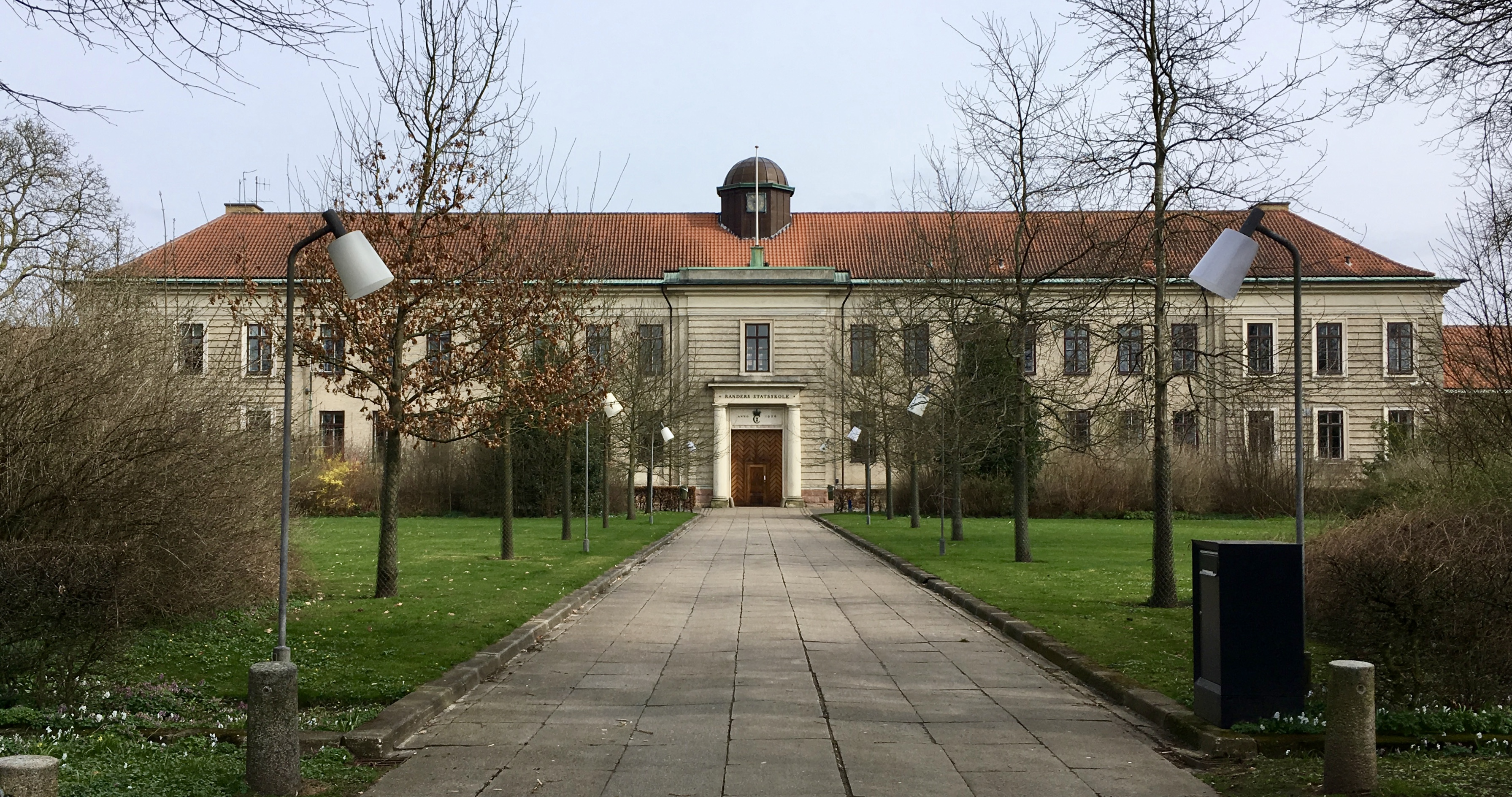
Škola v Randersu
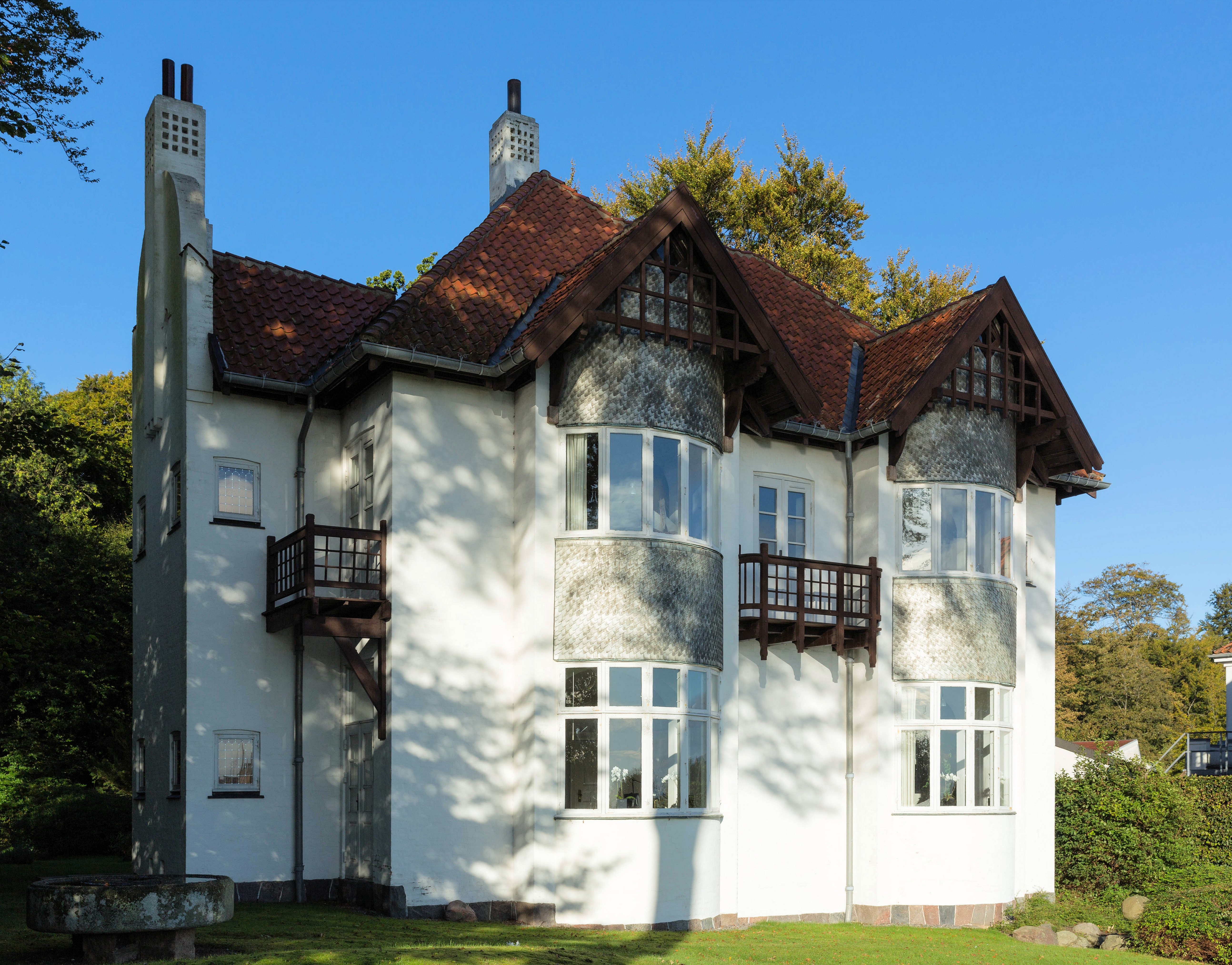
Vila Kampen, Aarhus
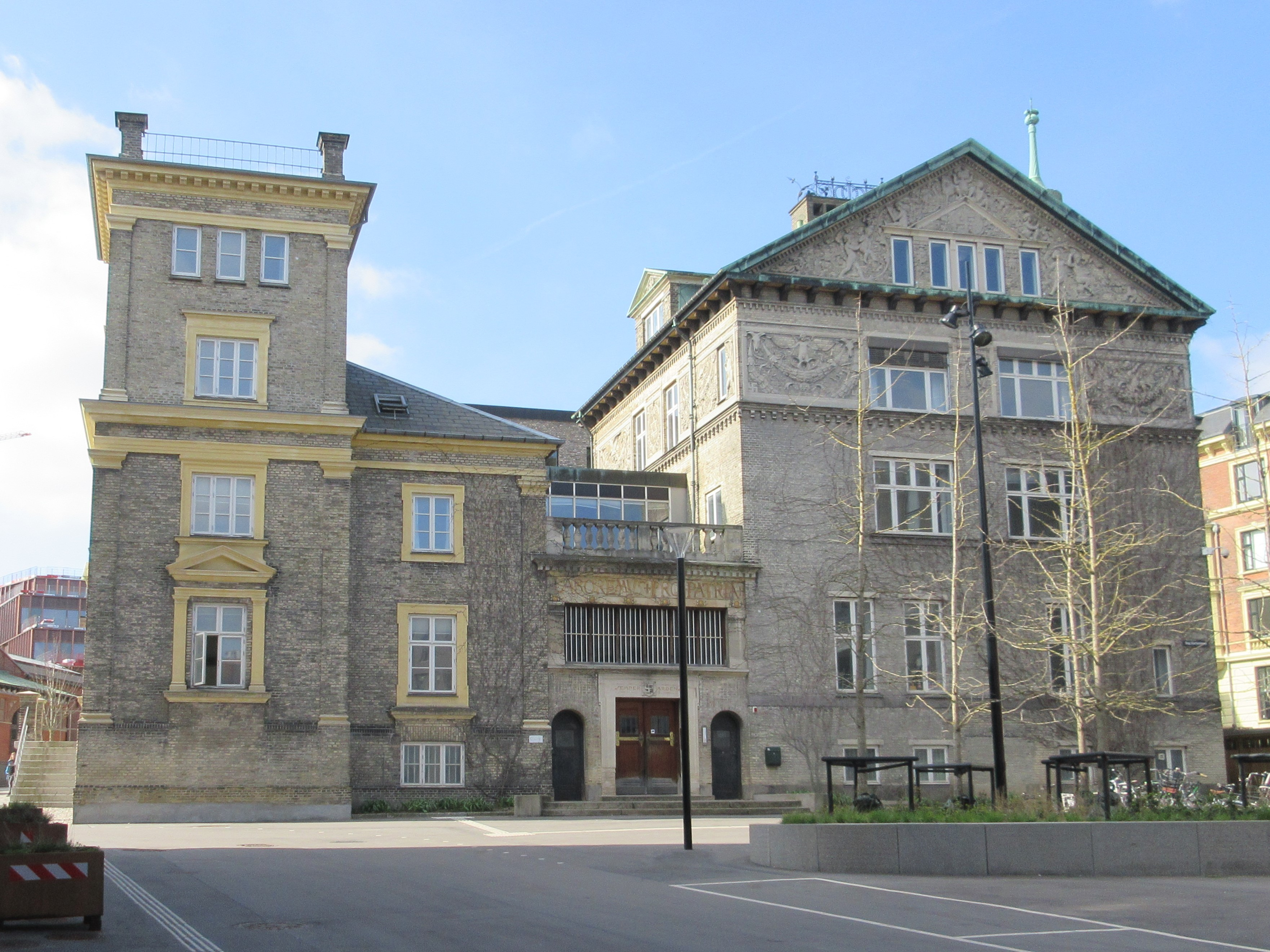
Šedý dům v Kodani